# Platylomalus viaticus
Platylomalus viaticus är en skalbaggsart som först beskrevs av Lewis 1892.  Platylomalus viaticus ingår i släktet Platylomalus och familjen stumpbaggar. Inga underarter finns listade i Catalogue of Life.